# Leo Zelada
Braulio Rubén Tupaj Amaru Grajeda Fuentes (Lima, Peru, 1970) é um escritor peruano, conhecido sob o pseudônimo Leo Zelada.

## Biografia
Fundador do Grupo Neón. Estudou filosofia na Universidad Nacional Mayor de San Marcos. Dita a Oficina de poesia e narrativa "Carpe Diem" Colaborou no jornal «El Peruano». É correspondente e colaborador da revista Porta(L)Voz do programa "Noticias Culturales Iberoamericanas" transmitido na TV24 horas de Espanha. Prémio do Concurso Internacional de Poesia 0rpheu, Brasil, 2001.[carece de fontes?] Atualmente reside em Madrid, Espanha.

## Estilo
Possui uma poética pós-moderna, que incorpora o underground, o cyberpunk e a literatura fantástica apesar de tocar nos seus últimos livros tradições líricas ancestrais como a inca ou a oriental.
De acordo com a imprensa e crítica literária da Espanha e América, Leo Zelada é um dos mais importantes jovens escritores latino-americanos.

## Obras
Poesia
- Delirium Tremens (Lima, Perú, Rectoría de la Universidad Nacional Mayor de San Marcos,1993)
- Diario de un Cyber-Punk (D.F. México, ediciones Moctezuma, 2001)
- Opúsculo de Nosferatu a punto de Amanecer (Lima, Perú, editorial Zignos, 2005)
- La Senda del Dragón (Madrid, España, Lord Byron Ediciones, 2008)
- Minimal Poética (Madrid, España, Vaso Roto Ediciones, 2010)

Romance
- American Death of life (Lima, 2005)

Traduções
- Antología Poética del Imperio Inka (Madrid, 2007)

Antologías
- Antología Literaria de la Revista Baquiana (La Florida, Estados Unidos, Ediciones Baquiana, 2001)
- Antología Anuario de Baquiana (La Florida, Estados Unidos, Ediciones Baquiana, 2002)
- Antología, Diez escritores peruanos contemporáneos según ellos mismos. Compilador Joseph F. Vélez(D.F. México, 2002)
- Abofeteando a un Cadáver (Bizarro Ediciones - Centro Cultural de España, Lima, 2007)
- Bukowski Club 2006-08. Jam session de poesía (Madrid, España, Ediciones Escalera, 2008)
- Antología de poemas al Padre y a la Madre. Compilador Dante Medina.(Guadalajara, México, 2011)
- Maratón de Escritores (Madrid, España, Ediciones Netwriter, 2011)
- Bukowski Club. Antología Poética (Madrid, España, Canalla Ediciones, 2011)

Compilador
- Poesía peruana contemporánea: Neón: Poemas sin límites de velocidad: antología poética, 1990-2003 (Lima, 2003)
- Más Allá del Boom: Nueva Narrativa Iberoamericana (Madrid, 2007)
- Nueva Poesía Hispanoamericana (Madrid, 2008)
- Nueva Poesía y Narrativa Hispanoamericana (Madrid, 2009)
- Nueva Poesia y Narrativa Hispanoamericana del Siglo XXI (Madrid, 2009)
- Poesía y Narrativa Hispanoamericana Actual (Madrid, 2010)
- Nueva Poesía Hispanoamericana y Poesía Mexicana del Siglo XXI (Madrid, 2010)
- Nueva Poesía Y Narrativa Hispanoamericana y Antología Poética Femenina (Madrid, 2011)
- Poesía Hispanoamericana Actual y Poesía Española Contemporánea (Madrid, 2011)
- Antología Décimo Aniversario de Lord Byron Ediciones (Madrid, 2013) [1]